# جيل بيلوز
جيل بيلوز (بالإنجليزية: Gil Bellows)‏ مواليد 28 يونيو 1967 في فانكوفر، هو ممثل كندي بدأ مسيرته الفنية عام 1988.

## الأعمال
- الخلاص من شاوشانك
- آلي مكبيل
- سمولفيل
- فلاش فورورد
- عقول إجرامية
- بونز

## وصلات خارجية
- جيل بيلوز على موقع IMDb (الإنجليزية)
- جيل بيلوز على موقع ألو سيني (الفرنسية)
- جيل بيلوز على موقع تيرنر كلاسيك موفيز (الإنجليزية)
- جيل بيلوز على موقع أول موفي (الإنجليزية)
- جيل بيلوز على موقع قاعدة بيانات الأفلام السويدية (السويدية)
- جيل بيلوز على موقع إن إن دي بي (الإنجليزية)
- جيل بيلوز على موقع قاعدة بيانات الفيلم (الإنجليزية)
- جيل بيلوز على موقع كينوبويسك (الروسية)